# Porte des Bégards
La porte des Bégards est une construction située dans le quartier liégeois de Saint-Laurent au bout de la rue Basse-Sauvenière. Cette porte est la seule conservée parmi celles qui faisaient partie des seconds remparts de la ville de Liège érigés au cours du XIIIe siècle.

## Histoire

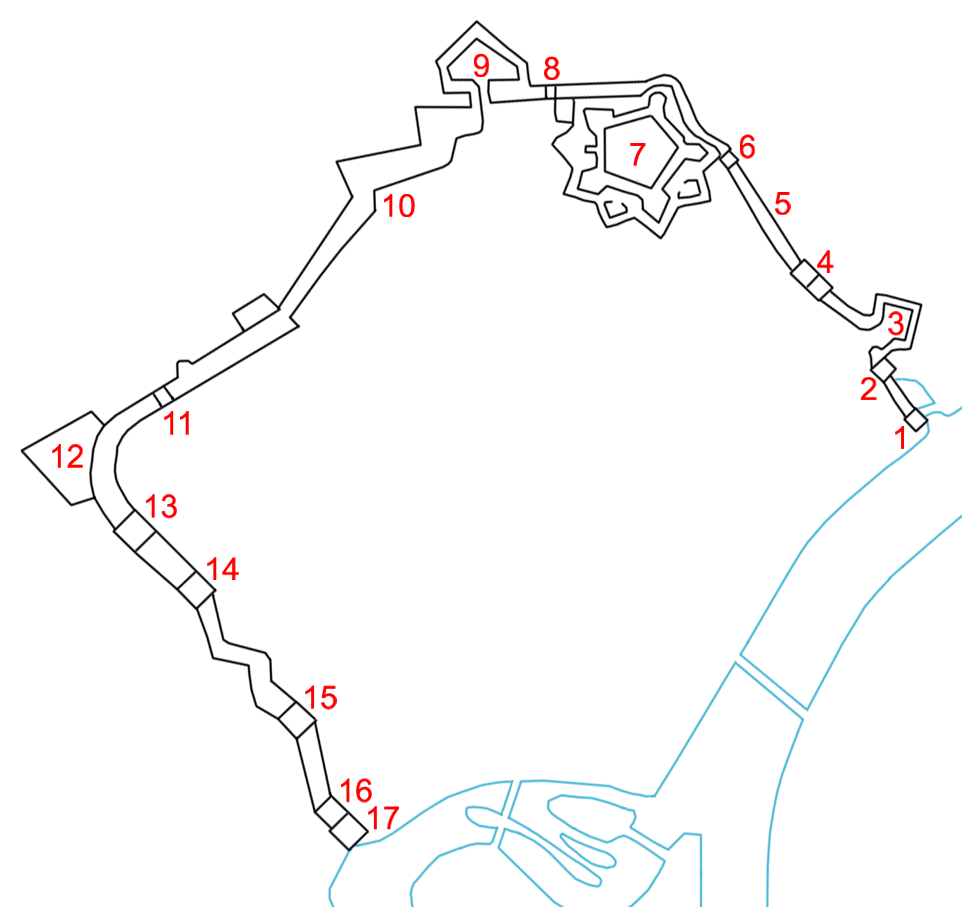
Fortifications du centre ville de Liège vers la fin du XVIIe siècle.
1. Porte Maghin,
2. Porte Saint-Léonard,
3. Bastion Saint-Léonard,
4. Porte de Vivegnis,
5. Rempart des Six-Cents-Degrés,
6. Païenporte,
7. Citadelle,
8. Porte Sainte-Walburge,
9. Bastion du Clergé,
10. Rempart des Anglais,
11. Hocheporte,
12. Bastion du Saint-Esprit,
13. Porte Sainte-Marguerite,
14. Porte Saint-Martin,
15. Tour des Moxhons,
16. Porte des Bégards,
17. Tour des Bégards.

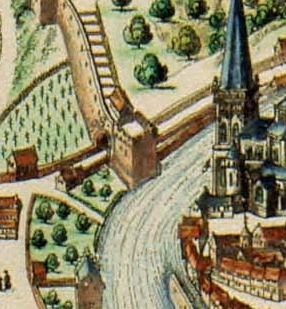
Au centre, la tour et la porte des Bégards

À la fin du Xe siècle, la ville de Liège, nouvelle capitale de la principauté de Liège, s'entoure de remparts édifiés sous le règne de son premier prince-évêque Notger. À cette époque, la cité se résume aux alentours de la place du Marché, à la rive gauche de la Meuse avoisinant cette place et à la colline de Publémont.
La ville s'étant fortement développée et agrandie, il est décidé au XIIIe siècle de construire une seconde enceinte qui entourerait la ville en partant de la porte Maghin au bord de la Meuse, en grimpant au-dessus des coteaux pour redescendre à la porte des Bégards au bord de la Sauvenière. Les cours d'eau de la Meuse et de la Sauvenière dont le lit a été creusé davantage, complètent la défense de la ville. Un seul pont traverse alors la Meuse : le pont des Arches lui-même défendu par une tour. Ces remparts sont renforcés de plusieurs tours, de quatre bastions et d'une citadelle et sont percés de plusieurs portes dont la porte des Bégards, seule porte encore existante. 
Au-dessus de la porte des Bégards, ces remparts gravissaient la colline à côté du Thier de la Fontaine, en passant par la tour des Moxhons (toujours debout) et jusqu'à la porte Saint-Martin. En dessous, coulait la Sauvenière qui sera asséchée et deviendra un boulevard au début du XIXe siècle.
Bien que faisant partie de remparts érigés au cours du XIIIe siècle, la porte actuelle a été vraisemblablement reconstruite au XVIIe siècle. Il est très possible que la porte initiale ait été endommagée ou détruite pendant la mise à sac de Liège par Charles le Téméraire en 1468. La tour carrée adjacente (tour des Bégards) dont il ne reste aujourd'hui que quelques vestiges date de la même époque. La porte a fait l'objet d'une restauration en 1974.

## Situation
Cette porte permettait la communication entre la rue Basse-Sauvenière (intra muros) et le pied du Thier de la Fontaine devenu depuis longtemps inaccessible depuis la porte.

## Odonymie
Le nom Bégards se rattacherait aux Béguines et à l'ancien béguinage Saint-Christophe présent dans ce quartier de Liège autour de la place des Béguinages.

## Architecture
L'édifice est réalisé en moellons de grès pour le niveau inférieur, en brique avec encadrements et niche en calcaire pour les étages. 

### Source et lien externe
- Claude Warzée, « La tour et la porte des Bégards », sur Histoires de Liège, 2 février 2014 (consulté le 7 août 2023)